# Ruth-Marion Baruch
Ruth-Marion Baruch (Berlijn, 15 juni 1922 – San Rafael (Californië), 11 oktober 1997) was een Amerikaanse fotografe en dichteres die het meest bekend is om haar fotoseries (The Black Panthers en Haight-Ashbury) uit de jaren 60 van de twintigste eeuw.

## Leven en werk
Baruch emigreerde in 1927 met haar familie naar de Verenigde Staten waar ze fotografie studeerde aan de Ohio universiteit en ze in 1946 haar Master titel behaalde. Ook studeerde ze als een van de eerste in een nieuw opgerichte klas, door Ansel Adams en Minor White, aan de California School of Fine Arts (nu de San Francisco Art Institute). Hier studeerde ze samen met haar latere echtgenoot Pirkle Jones.
In 1955 werd een van haar foto's geselecteerd door Edward Steichen voor de tentoonstelling The Family of Man.
In 1961 werkte Baruch aan twee foto-essays, in samenwerking met haar man Jones. De eerste was "Walnut Grove: Portrait of a City". Een documentatie van een kleine, raciaal diverse gemeenschap aan de Sacramento River Delta. Het tweede essay "Illusion for Sale" waren foto's van vrouwen die in de winkels op Union Square (San Francisco) winkelden, op zoek naar hun eigen identiteit.
Baruch fotografeerde in Haight-Ashbury tijdens de Summer of Love in 1967, toen de zogenaamde hippiecultuur op een van haar hoogtepunten was en er 100.000 mensen samen kwamen.
In 1968 wendde Ruth-Marion Baruch zich tot Kathleen Neal Cleaver, de vrouw van de Black Panther Eldridge Cleaver, en sprak over haar interesse in de Black Panthers en haar verlangen naar een evenwichtige vertegenwoordiging in de media. Baruch en Jones kregen toegang tot de binnenste cirkel van de Black Panther Party en van juli tot oktober 1968 fotografeerden ze in de baai van San Francisco en werkten ze het foto-essay over de Black Panther-beweging uit. Dit artikel was en is een documentaire die een grote impact heeft gehad op het sociale, politieke en culturele leven in Amerika. Het boek "The Vanguard, A Photographic Essay on the Black Panthers" werd gepubliceerd in 1970.

## Tentoonstellingen
- 1964: Walnut Grove: Portrait of a City, Museum of Modern Art, San Francisco
- 1967: Haight-Ashbury, M.H. de Young Memorial Museum, San Francisco
- 1968: Essay on the Black Panthers, M.H. de Young Memorial Museum, Studio Museum in Harlem
- 1996: Illusion for Sale, Museum of Modern Art, San Francisco